# Shein
 (транскр.  Шин) кинеска је онлајн продавница гардеробе. Основан је у октобру 2008. под називом ZZKKO у Нанкингу. До 2022. постао је највећи трговински ланац одеће. Данас се седиште предузећа налази у Сингапуру.
Године 2022. преселио је своје седиште из Кине у Сингапур из регулаторних, међународних и финансијских разлога — док је своје ланце снабдевања и складишта задржао у Кини. У 2022. Shein је остварио приход од 24 милијарде долара, што је сума скоро иста као и етаблиране радње Zara и H&M.

## Пословање
Познат је по продаји релативно јефтине одеће. За његов успех је заслужна популарност међу потрошачима генерације Z. Почевши од 2012, Shein је почео да успоставља сопствени систем ланца снабдевања, трансформишући се у потпуно интегрисаног продавца. Shein је успоставио свој ланац снабдевања у Гуангџоуу са мрежом од више од 3.000 добављача од 2022.